# Stadion Lučko
Het Stadion Lučko is een multifunctioneel stadion in Lučko, een plaats in Kroatië. 
Het stadion wordt vooral gebruikt voor voetbalwedstrijden, de voetbalclub NK Lučko maakt gebruik van dit stadion. In 2017 vonden er wedstrijden plaats op het Europees kampioenschap voetbal mannen onder 17 van 2017. Er waren drie groepswedstrijden.
In het stadion is plaats voor 1.800 tot 3.000 toeschouwers. Het stadion werd gebouwd tussen 1971 en 1973 en geopend in 1973. Het werd een aantal keer gerenoveerd, namelijk in 1997, 2005 en 2007.
Stadion Aldo Drosina (NK Istra 1961) ·
Gradski Stadion (NK Slaven Belupo) ·
Stadion Rujevica (HNK Rijeka) ·
Stadion Kranjčevićeva (NK Lokomotiva Zagreb) ·
Maksimirstadion (GNK Dinamo Zagreb) ·
Opus Arena (NK Osijek) ·
Stadion Kranjčevićeva (NK Rudeš) ·
Poljudstadion (HNK Hajduk Split) ·
Gradski Stadion (HNK Gorica) ·
Varteksstadion (NK Varaždin)
Stadion BSK (BSK Bijelo Brdo) · 
Cibaliastadion (Cibalia Vinkovci) ·
Stadion Marijan Šuto Mrma (NK Croatia Zmijavci) ·
Stadion NŠC Stjepan Spajić (NK Dubrava) ·
Stadion Hrvatski vitezovi (NK Dugopolje) ·
Ivan Laljak-Ivićstadion (NK Jarun) ·
Stadion Krimeja (HNK Orijent) ·
Stadion sv. Josipa Radnika (NK Sesvete) ·
Stadion Hrvatski vitezovi (NK Solin) ·
Stadion Šubićevac (HNK Šibenik) ·
Stadion u Borovu naselju (HNK Vukovar 1991) ·
Stadion Gradski vrt (NK Zrinski Osječko 1664)